# 勝ちの種
勝ちの種（かちのたね）とは、Jリーグ・アルビレックス新潟のオフィシャルスポンサー、亀田製菓が発売（製造は同社系列のアジカル）する、同チームの応援グッズである。
新潟県内の観光土産店やコンビニエンスストア、アルビレックス新潟の新潟県内ホームゲーム会場（新潟スタジアム、新潟市陸上競技場）にて販売される。
2002年にユニフォームスポンサー脱退の噂が流れた際に、契約更新の印として発売されたもの。
正式名称は、Albirex　勝ちの種である。内容は同会社の主力商品柿の種と何ら変わりはないが、外装がそれの仕様となっている。1袋100円。
また、売上金の一部は、同チームへの支援金として、シーズン終了後に贈呈される。
価格の手軽さ、持ち運びやすさなどから、試合観戦中のおつまみ、また、土産としても人気が高い。
また、アルビレックス新潟以外にも、阪神タイガース（これが商品化第一号）、福岡ソフトバンクホークス、埼玉西武ライオンズ、サッカー日本代表仕様のものも当該チームの球場限定などで売り出されている。
また、一時期テレビ新潟の夕方ワイド新潟一番仕様の勝ちの種が存在した。（同番組のコーナー「駅前かえるコール」内の商品だった。）
なお、モンテディオ山形の公式スポンサー「でん六」から類似品の「勝ピー」が発売されている。
更に12月下旬から1月にかけて受験シーズンにあわせて受験生応援グッズとして「受験勝ちの種」が発売されている。　個装に「合格おまじない」が記載される。